# Маркиз де Вильянуэва-дель-Рио

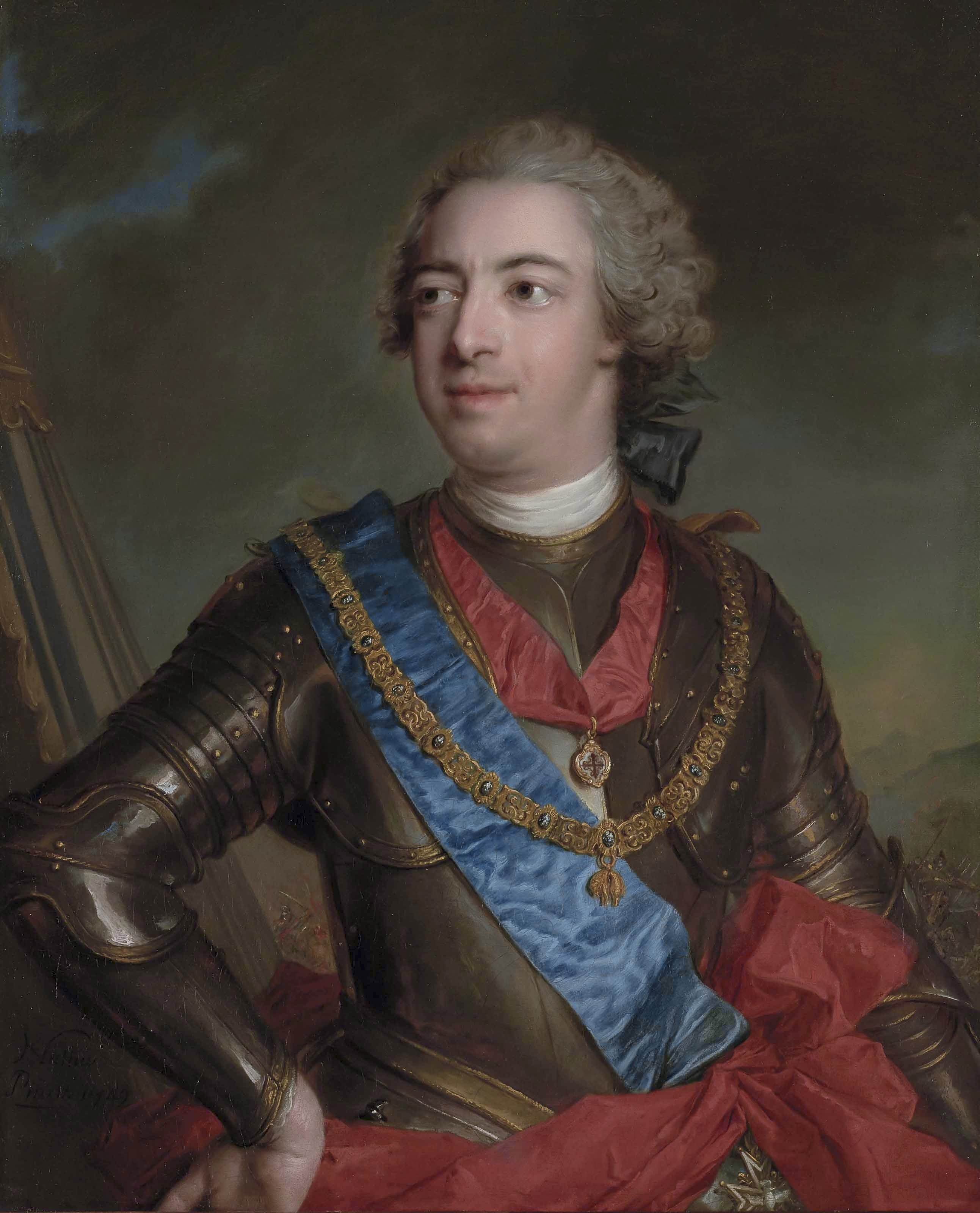
Фернандо де Сильва и Альварес де Толедо (1714—1776), 12-й герцог де Альба, 10-й маркиз де Вильянуэва-дель-Рио

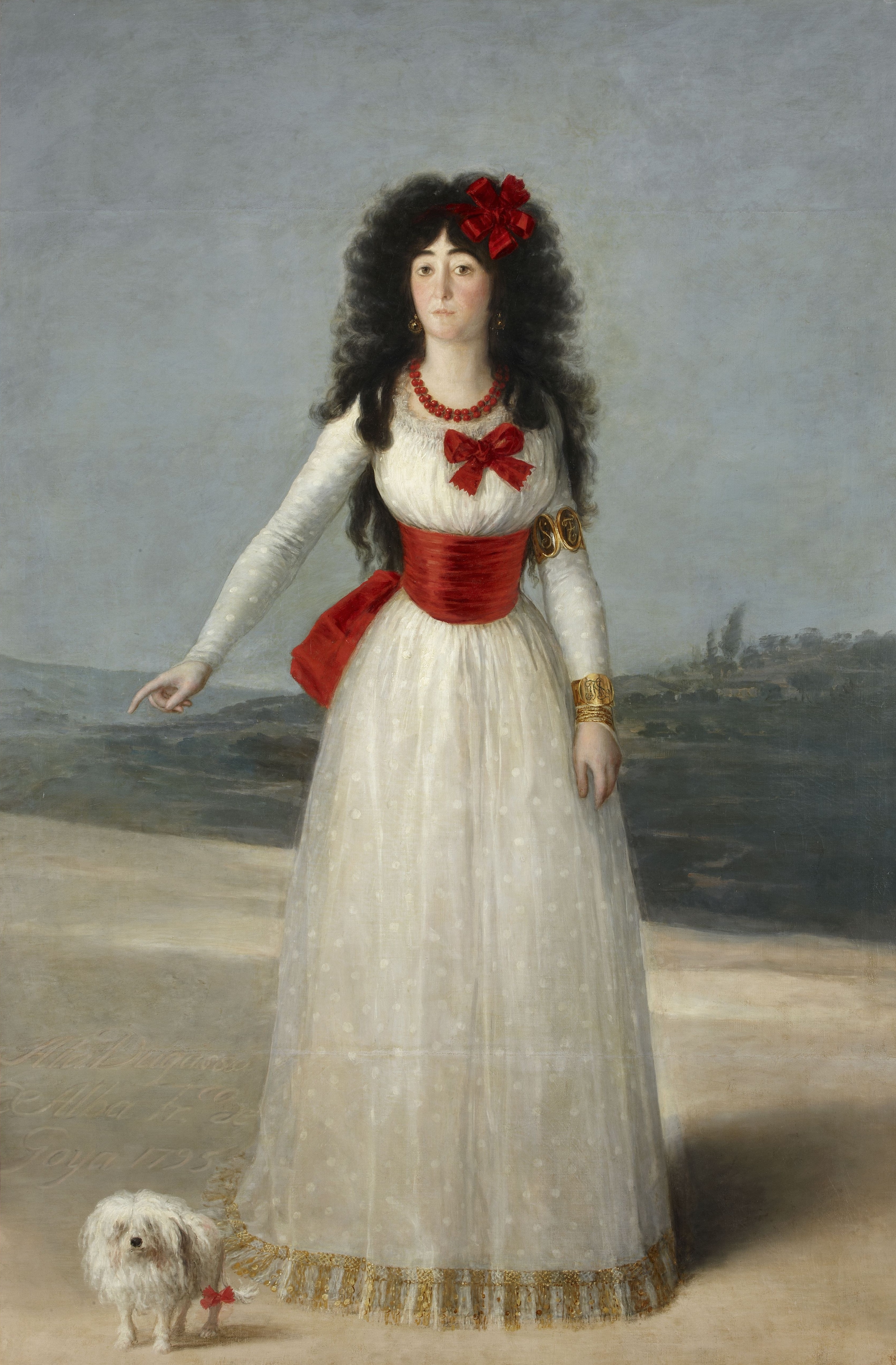
Мария дель Пилар Тереса Каэтана де Сильва и Альварес де Толедо (1762—1802), 13-я герцогиня де Альба, 11-я маркиза де Вильянуэва-дель-Рио

Герб муниципалитета Вильянуэва-дель-Рио-и-Минас, провинция Севилья, автономное сообщество Андалусия.

Маркиз де Вильянуэва-дель-Рио — испанский дворянский титул. Он был создан 7 марта 1571 года королем Испании Филиппом II для Фадрике Энрикеса де Риберы и Портокарреро, внука Педро Энрикеса, 1-го сеньора де Тарифа.
Название маркизата происходит от названия муниципалитета Вильянуэва-дель-Рио-и-Минас, провинция Севилья, автономное сообщество Андалусия.
После смерти Антонии Энрике де Риберы Портокарреро (1595—1623), 4-й маркизы де Вильянуэва-дель-Рио, маркизат перешел в собственность дома герцогов Альба.

## Маркизы де Вильянуэва-дель-Рио
| Имя                                                            | Годы жизни             | Титул |
| -------------------------------------------------------------- | ---------------------- | --- |
| Фадрике Энрикес де Рибера и Портокарреро                       | 1476-1539              | 1-й маркиз де Вильянуэва-дель-Рио (с 1571 года) Сын Фернандо Энрикеса де Риверы и Инес Портокарреро Карденас |
| Фернандо Энрикес де Рибера и Портокарреро                      | ? — 1599               | 2-й маркиз де Вильянуэва-дель-Рио Старший сын Фадрике Энрикеса де Риверы, 1-го маркиза де Вильянуэва-дель-Рио, и Марии де Кордовы Давилы |
| Антонио Энрике де Рибера и Портокарреро                        | ? — ?                  | 3-й макриз де Вильянуэва. Младший брат предыдущего, бездетен |
| Антония Энрикес де Рибера и Портокарреро                       | 1595-1623              | 4-я маркиза де Вильянуэва-дель-Рио Супруг — Фернандо Альварес де Толедо и Мендоса, 6-й герцог де Альба (1595—1667) Дочь Фернандо Энрикеса де Риберы, 2-го маркиза де Вильянуэва-дель-Рио, и Марии Манрике |
| Антонио Альварес де Толедо и Энрикес де Рибера                 | 1615-1690              | 7-й герцог де Альба 5-й маркиз де Вильянуэва-дель-Рио Сын Фернандо Альвареса де Толедо и Мендосы, 6-го герцога де Альба, и Антонии Энрикес, 4-й маркизы де Вильянуэва-дель-Рио |
| Антонио Альварес де Толедо и Фернандес де Веласко              | 1627-1701              | 8-й герцог де Альба 6-й маркиз де Вильянуэва-дель-Рио Старший сын Антонио Альвареса де Толедо и Энрикеса де Риберы, 7-го герцога де Альба-де-Тормес, и Марианны Фернандес де Веласко и Фернандес де Кордовы |
| Антонио Альварес де Толедо и Гусман                            | 1669-1711              | 9-й герцог де Альба 7-й маркиз де Вильянуэва-дель-Рио Сын Антонио Альвареса де Толедо и Фернандеса де Веласко, 8-го герцога де Альба-де-Тормес, и Констансы де Гусман Давилы, герцогини де Уэска |
| Франсиско Альварес де Толедо и Сильва                          | 1662-1739              | 10-й герцог де Альба 8-й маркиз де Вильянуэва-дель-Рио Сын Антонио Альвареса де Толедо и Энрикеса де Риберы, 7-го герцога де Альба-де-Тормес, и Гиомар де Сильвы и Мендосы Корельи |
| Мария Тереза Альварес де Толедо и Аро                          | 1691-1755              | 11-я герцогиня де Альба 9-й маркиз де Вильянуэва Единственная дочь Франсиско Альвареса де Толедо и Сильвы, 10-го герцога де Альба, и Каталины Мендес де Аро Гусман, 8-й маркизы дель-Карпио |
| Фернандо де Сильва и Альварес де Толедо                        | 1714-1776              | 12-й герцог де Альба 10-й маркиз де Вильянуэва-дель-Рио Единственный сын Мануэля Марии де Сильвы Мендосы и Толедо, 10-го графа да Гальве (1677—1728), и Марии Терезы Альварес де Толедо и Аро, 11-й герцогини де Альба-де-Тормес |
| Мария дель Пилар Тереза Каэтана де Сильва и Альварес де Толедо | 1762-1802              | 13-я герцогиня де Альба 11-я маркиза де Вильянуэва Единственная дочь Франсиско де Паула де Сильва и Альварес де Толедо (1733—1770), 10-го герцога де Уэскара (1755—1770), и Марианны дел Пилар де Сильва-Базан и Сармьенто (1739—1784), внучка 10-го маркиза де Вильянуэва. |
| Карлос Мигель Фитц-Джеймс Стюарт и Сильва                      | 1794-1835              | 14-й герцог де Альба 12-й маркиз де Вильянуэва Младший (второй) сын гранда Хакобо Филипе Фитц-Джеймса Стюарта и Сильвы (1773—1794), 5-го герцога де Лириа-и-Херика и 5-го герцога Бервика (1787—1794), и Марии Терезы Фернандес и Палафокс (1772—1818). |
| Хакобо Фитц-Джеймс Стюарт и Вентимилья                         | 1821-1881              | 15-й герцог де Альба 13-й маркиз де Вильянуэва Старший сын Карлоса Мигеля Фитц-Джеймса Стюарта и Сильвы(1794—1835), 7-го герцога де Лириа-и-Херика и 7-го герцога Бервик (1795—1835), 14-го герцога Альба-де-Тормес и 12-го герцога Уэскара (1802—1835), и Розалии Вентимилья и Монкада (1798—1868), принцессы ди Граммонте.                                                                  |
| Карлос Мария Фитц-Джеймс Стюарт и Палафокс                     | 1849-1901              | 16-й герцог де Альба 14-й маркиз де Вильянуэва Единственный сын Хакобо Фитц-Джеймса Стюарта и Вентимилья (1821—1881), 15-го герцога Альба (1835—1881), и Марии Франсиски де Палафокс и Портокарреро де Гусман и Киркпатрик (1825—1860) |
| Хакобо Фитц-Джеймс Стюарт и Фалько                             | 1878-1953              | 17-й герцог де Альба 15-й маркиз де Вильянуэва Старший сын Карлоса Марии Фитц-Джеймса Стюарта и Палафокса (1849—1901), 16-го герцога Альба-де-Тормес (1881—1901), и Марии дель Росарио Фалько и Осорио (1854—1904), 21-й графине де Сируэла. |
| Мария дель Росарио Каэтана Фитц-Джеймс Стюарт и Сильва         | 1926-2014              | 18-я герцогиня де Альба 16-я маркиза де Вильянуэва-дель-Рио Единственная дочь Хакобо Фитц-Джеймса Стюарта и Фалько (1878—1953), 17-го герцога Альба, и Марии дель Росарио де Сильва и Гуртубай (1900—1934), 15-й герцогини де Альяга и 10-й маркизы Сан-Висенте-дель-Барко. |
| Карлос Фитц-Джеймс Стюарт и Мартинес де Ирухо                  | 1948 — настоящее время | 19-й герцог де Альба 17-й маркиз де Вильянуэва-дель-Рио Старший сын Марии дель Росарио Каэтаны Альфонсы Виктории Евгении Франсиски Фитц-Джеймс Стюарт и Сильвы (1926—2014), 18-й герцогини Альба, от первого брака с Луисом Мартинесом де Ирухо-и-Артаскос (1919—1972), сыном Педро Мартинеса де Ирухо-и-Артаскоса (1882—1957), 9-го герцога Сотомайора, и Анны Марии де Артаскос (1892—1930) |